# Finanzministerium Luxemburg

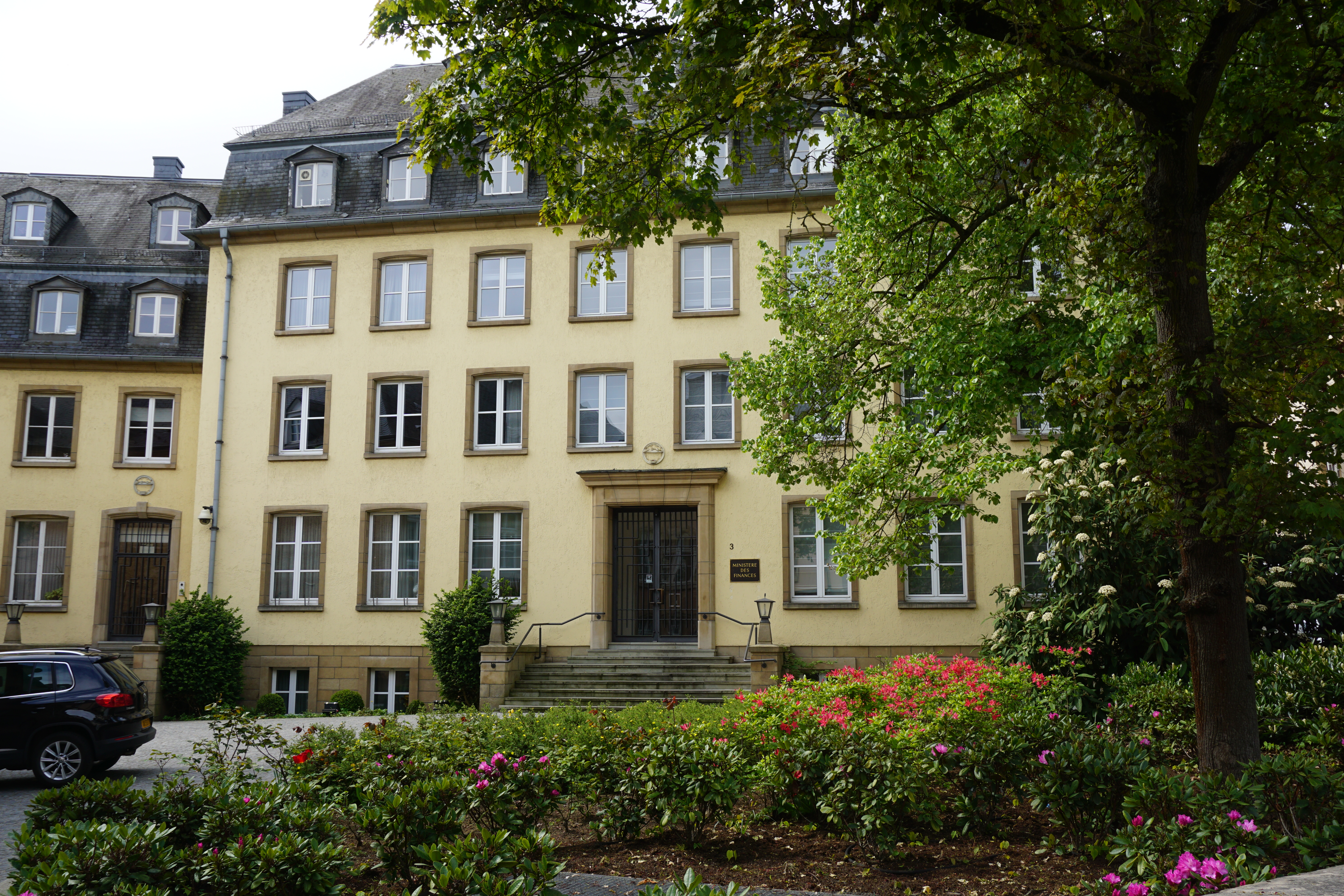
Hauptsitz des Ministeriums

Das Finanzministerium (Ministère des Finances) ist ein Ministerium der Regierung Luxemburg. Es existiert bereits seit der luxemburgischen Unabhängigkeit 1848 und ist zuständig für:
- Finanzpolitik
- Steuerpolitik
- Zusammenarbeit mit internationalen Finanzinstitutionen

## Kompetenzen des Ministeriums
Die Services und Verwaltungsstruktur des Innenministeriums sind durch großherzoglichen Beschluss vom 28. Mai 2019 festgelegt.
Das Ministerium ist verantwortlich für die öffentlichen Finanzen und die Aufstellung des Staatsbudget (in der Funktion als Ministre du trésor), außerdem für folgende Themen:
- Steuerverwaltung,
- Steuervoranmeldung,
- Zoll,
- Kataster,
- Staatsdomänenverwaltung,
- Finanzinspektion,
- Beziehungen zur Zentralbank (BCL, EZB)

## Liste der luxemburgischen Finanzminister
| Minister           | Minister                        | Partei                            | von                | bis                |
| ------------------ | ------------------------------- | --------------------------------- | ------------------ | ------------------ |
|                    | Jean Ulveling (fir d'éischt)    | keine                             | 1. August 1848     | 2. Dezember 1848   |
|                    | Norbert Metz                    | keine                             | 2. Dezember 1848   | 23. September 1853 |
|                    | Emmanuel Servais (fir d'éischt) | keine                             | 23. September 1853 | 29. November 1857  |
|                    | Guillaume-Mathias Augustin      | keine                             | 29. November 1857  | 23. Juni 1859      |
|                    | Jean Ulveling (fir d'zweet)     | keine                             | 23. Juni 1859      | 26. September 1860 |
| 26. September 1860 | Jean Ulveling (fir d'zweet)     | keine                             | 26. Januar 1866    |                    |
|                    | Ernest Simons                   | keine                             | 26. Januar 1866    | 3. Dezember 1866   |
|                    | Léon de la Fontaine             | keine                             | 3. Dezember 1866   | 14. Dezember 1866  |
|                    | Alexandre de Colnet d'Huart     | keine                             | 14. Dezember 1866  | 3. Dezember 1867   |
| 3. Dezember 1867   | Alexandre de Colnet d'Huart     | keine                             | 30. September 1869 |                    |
|                    | Emmanuel Servais (fir d'zweet)  | keine                             | 30. September 1869 | 12. Oktober 1869   |
|                    | Georges Ulveling                | keine                             | 12. Oktober 1869   | 25. Mai 1873       |
|                    | Victor de Roebé                 | keine                             | 25. Mai 1873       | 26. Dezember 1874  |
| 26. Dezember 1874  | Victor de Roebé                 | keine                             | 21. September 1882 |                    |
|                    | Félix de Blochausen             | keine                             | 21. September 1882 | 12. Oktober 1882   |
|                    | Mathias Mongenast               | keine                             | 12. Oktober 1882   | 20. Februar 1885   |
| 20. Februar 1885   | Mathias Mongenast               | keine                             | 22. September 1888 |                    |
| 22. September 1888 | Mathias Mongenast               | keine                             | 12. Oktober 1915   |                    |
| 12. Oktober 1915   | Mathias Mongenast               | keine                             | 6. November 1915   |                    |
|                    | Edmond Reiffers                 | keine                             | 6. November 1915   | 24. Februar 1916   |
|                    | Léon Kauffman                   | keine                             | 24. Februar 1916   | 19. Juni 1917      |
| 19. Juni 1917      | Léon Kauffman                   | keine                             | 28. September 1918 |                    |
|                    | Alphonse Neyens                 | Riets                             | 28. September 1918 | 20. März 1925      |
|                    | Étienne Schmit                  | PRS                               | 20. März 1925      | 16. Juli 1926      |
|                    | Pierre Dupong                   | Riets                             | 16. Juli 1926      | 5. November 1937   |
| 5. November 1937   | Pierre Dupong                   | Riets                             | 23. November 1944  |                    |
|                    | Pierre Dupong                   | CSV                               | 23. November 1944  | 23. Dezember 1953  |
|                    | Pierre Werner                   | CSV                               | 23. Dezember 1953  | 29. März 1958      |
| 29. März 1958      | Pierre Werner                   | CSV                               | 2. März 1959       |                    |
| 2. März 1959       | Pierre Werner                   | CSV                               | 15. Juni 1974      |                    |
|                    | Raymond Vouel                   | LSAP                              | 15. Juni 1974      | 21. Juli 1976      |
|                    | Jacques Poos                    | LSAP                              | 21. Juli 1976      | 16. Juli 1979      |
|                    | Jacques Santer                  | CSV                               | 16. Juli 1979      | 20. Juli 1984      |
| 20. Juli 1984      | Jacques Santer                  | CSV                               | 14. Juli 1989      |                    |
|                    | Jean-Claude Juncker             | CSV                               | 14. Juli 1989      | 26. Januar 1995    |
| 26. Januar 1995    | Jean-Claude Juncker             | CSV                               | 23. Jul 2009       |                    |
|                    | Luc Frieden                     | CSV                               | 23. Juli 2009      | 4. Dezember 2013   |
|                    | Pierre Gramegna                 | DP                                | 4. Dezember 2013   | 5. Januar 2022     |
|                    | Yuriko Backes                   | DP                                | 5. Januar 2022     | 17. November 2023  |
|                    | Gilles Roth                     | Chrëschtlech-Sozial Vollekspartei | 17. November 2023  | bis heute          |